# Dean Saunders
Dean Saunders, né le 21 juin 1964 à Swansea (Pays de Galles), est un footballeur gallois reconverti entraîneur.

## Biographie
Saunders totalise 75 sélections et 22 buts en équipe du pays de Galles, ce qui en fait l'un des meilleurs buteurs de l'histoire et le troisième joueur le plus capé.

## Palmarès

### En club
- Vainqueur de la Coupe d'Angleterre en 1992 avec Liverpool FC
- Vainqueur de la Coupe de Turquie en 1996 avec Galatasaray
- Vainqueur de la League Cup en 1994 avec Aston Villa
- Vice-champion d'Angleterre en 1993 avec Aston Villa

### EnÉquipe du Pays de Galles
- 75 sélections et 22 buts entre 1986 et 2001